# 和平區 (台灣)
和平區，前身「和平鄉」，位於臺灣臺中市東部，為臺中市唯一的直轄市山地原住民區。轄區面積約為1,038平方公里，人口約1.1萬人，人口密度每平方公里約有10人，是臺中市面積最大、人口最少、人口密度最低的行政區，是臺灣面積最大且唯一大於1,000平方公里的市轄區，也是臺灣面積第四大的鄉鎮市區 ，區內居民為臺灣原住民族泰雅族為主。
和平區屬於直轄市山地原住民區，為具有公法人地位的地方自治團體，享有與鄉鎮市相當的地方自治權限，與臺中市其他市轄區的性質並不相同。和平區公所為和平區自治事項之行政機關，並非臺中市政府的派出機關，和平區民代表會則為和平區自治事項之立法機關。
其特產有椪柑、高接梨、甜柿，東部地區則盛產蘋果、梨、水蜜桃、高山茶葉、高冷蔬菜、蜂蜜等，為臺灣高冷蔬菜的主要提供地。其中武陵農場七家灣溪流域是櫻花鉤吻鮭的故鄉。

## 歷史
日治時期，屬台中州東勢郡蕃地，相關業務都有當時的警察綜理。泰雅族雙崎社引發了摩天嶺之役後，把全區編為三個外警區（埋伏坪、久良栖及佳陽），及十九個派出所、十個社，強制原住民集體移住，以利控制。
1945年，中華民國政府接收大日本帝國台灣總督府轄域，改設為臺中縣東勢區「和平鄉」。轄內南勢、天輪、博愛、自由、達觀、中坑、梨山、平等八村。1949年3月，與玉山區信義鄉及能高區仁愛鄉合併轄區增設為中峰區，改為臺中縣中峰區「和平鄉」。1950年，行政區域調整以及廢區署，再改為臺中縣和平鄉。1973年和平鄉之梨山、平等村獨立為梨山建設管理局（省轄），1980年12月2日再回歸和平鄉管轄。
2010年12月25日，因為臺中縣、臺中市（省轄市）合併改制直轄市，改為臺中市「和平區」，失去原本作為鄉所具有的地方自治權和地方自治團體地位。2014年12月25日，配合《地方制度法》修正，賦予直轄市山地原住民區地方自治權，和平區再次改制為具有公法人地位的地方自治團體，成為臺中市轄域內唯一一個由區民選舉區長與區民代表的市轄區。
歷年行政區變化列表
| 起訖年份   | 行政區             |
| 1920－1945 | 臺中州東勢郡蕃地   |
| 1945－1949 | 臺中縣東勢區和平鄉 |
| 1949－1950 | 臺中縣中峰區和平鄉 |
| 1950－2010 | 臺中縣和平鄉       |
| 2010－現制 | 臺中市和平區       |

## 地理

### 地形
和平區位於臺中市最東端，雪山山脈南側，中有大甲溪貫穿，北側由西至東分別與臺灣省的苗栗縣卓蘭鎮、泰安鄉、新竹縣尖石鄉、宜蘭縣大同鄉相鄰，東邊及南邊分別與臺灣省的花蓮縣秀林鄉及南投縣仁愛鄉、國姓鄉相鄰，西鄰新社區、東勢區。
境內為雪山山脈與中央山脈分布，2000-3000公尺以上的山地密布，邊境上有許多3000公尺以上的山峰。

### 水文
- 河流：境內眾多大小河流所生成曲流、沖積扇、河階、通谷、瀑布等地形景觀。本區位居大甲溪中上游，西北部自由里與達觀里則位於大安溪中、上游河谷。
- 溫泉：大甲溪谷關溫泉、裡冷溫泉、馬陵溫泉。

### 氣候
和平區西半部氣候屬溫帶、東部為高地氣候，氣溫呈現東高西低的情況。

### 地名與聚落

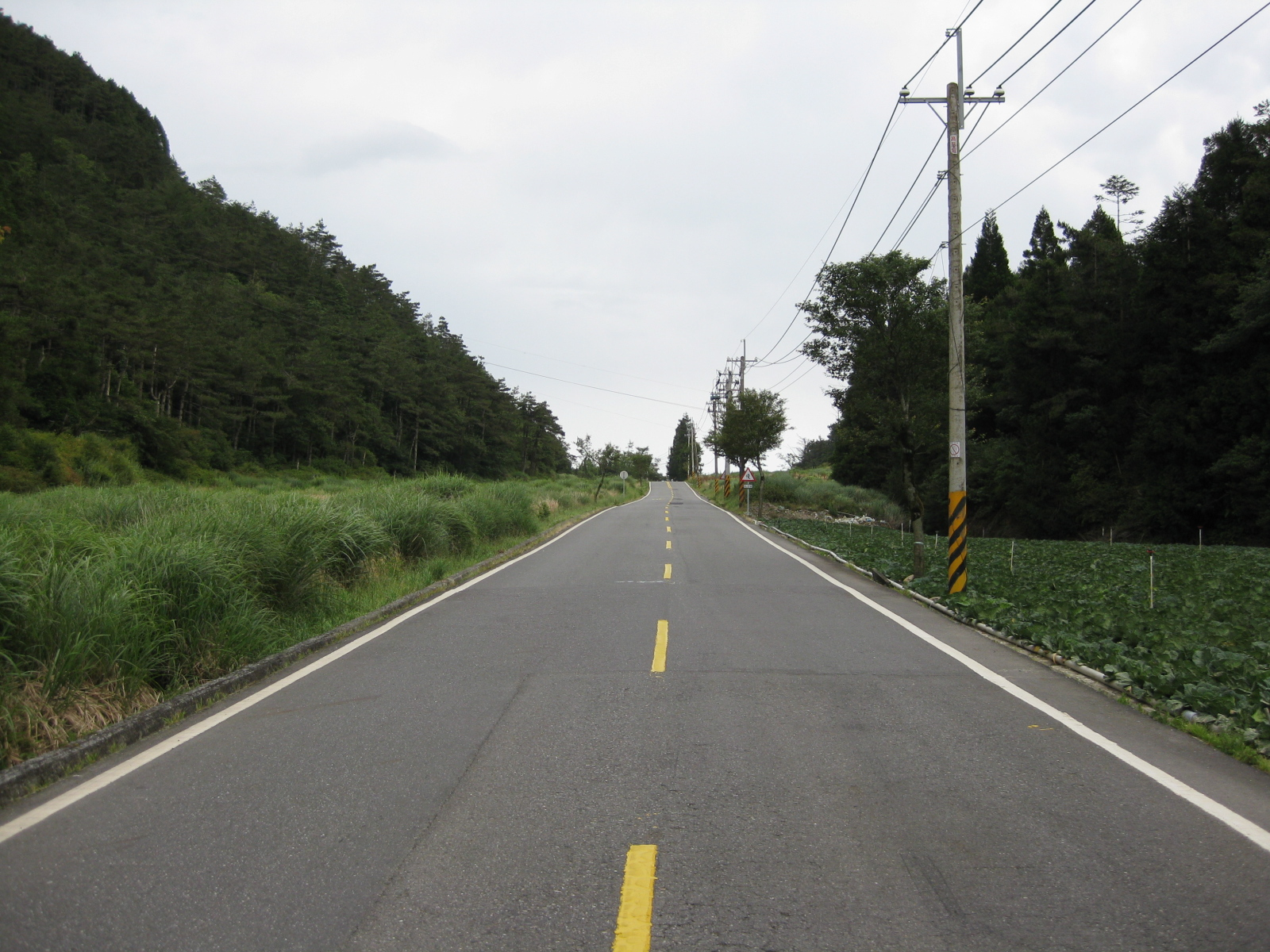
思源埡口

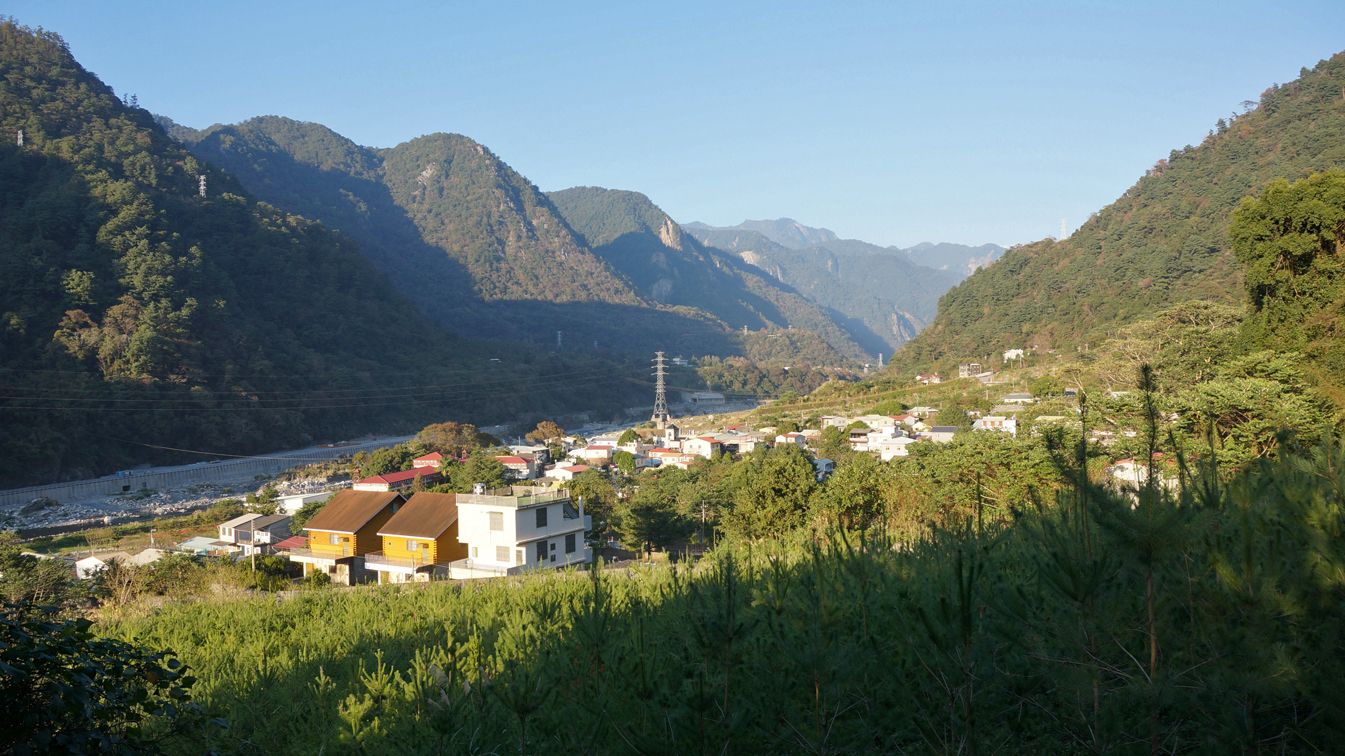
松鶴部落

和平區位居山區，共分成平等里（環山、思源、武陵）、梨山里（青山、佳陽、梨山、松茂）、博愛里（裡冷、松鶴、哈崙台、谷關、馬陵）、天輪里（白冷）、南勢里（和平區治，稍來社）、中坑里（大雪山）、自由里（雙崎、三叉坑、烏石坑）、達觀里（雪山坑、摩天嶺）八個里。依據交通路線可分為三個區域。
- 泰雅族北勢群部落：經由東崎道路可連接自由里、達觀里，是泰雅族北勢群傳統聚居地，位於和平區境內有三叉坑、雙崎、達觀、雪山坑四個主要部落，與竹林、香川等小聚落。近代有大量漢人（客家人為主）移居墾植水果（梅、甜柿），於烏石坑、摩天嶺建立較大的漢人聚落。

- 客家聚落：經由東勢區轉往大雪山林道，可至中坑里。以水果、桂竹種植為主。大雪山社區則為過去大雪山林場開採時遺留的伐木聚居，目前已轉型為之名的生態社區。

- 谷關、梨山聚落：平等里、梨山里、博愛里、天輪里、南勢里則由東至西依序座落於中橫公路沿線。目前由於中橫上谷關至德基部分路基嚴重毀損，因此中斷。中橫沿線為泰雅族人傳統領域與聚居地，南勢里為據點有大量的客家人開墾居住。戰後時期，由於中橫的開墾以及伐木政策，屬於外省人的榮民已在梨山里長期定居，建立多處聚落。

此外，思源埡口位在臺灣省宜蘭縣大同鄉境內，但鄰近和平區邊界。為蘭陽溪及大甲溪之分水嶺。

### 人口
根據臺中市政府民政局統計，2024年底和平區戶數4,738戶，人口計有10,656人，其中男性人數有5,674人，女性人數則有4,982人，性別比約為113.89，為臺中市性別比最高的行政區，原住民人口計有4,343人，其人數與比例皆為臺中市第一。人口最多與最少的里分別是梨山里與天輪里，2024年底兩里人口分別為2,192人與464人。

## 政治

### 歷任首長
鄉長
| 屆次 | 姓名   | 任期                    | 備註                                       |
| ---- | ------ | ----------------------- | ------------------------------------------ |
|      | 陳福全 | 1946年11月              | 鄉代表選出                                 |
|      | 林蔣文 | 1948年10月              | 鄉代表選出                                 |
| 1    | 林講文 | 1950年6月24日—1953年3月 | 首任民選鄉長，當選縣議員離任               |
| 2    | 陳文秀 | 1953年3月—1956年3月     | 補選就任                                   |
| 3    | 陳文秀 | 1956年3月—1959年12月    |                                            |
| 4    | 蔣東海 | 1960年1月—1964年1月     |                                            |
| 5    | 張銀文 | 1964年1月—1968年1月     | 原 臺中縣議員                              |
| 6    | 張銀文 | 1968年1月—1973年3月     |                                            |
| 7    | 林朝欽 | 1973年3月—              | 曾任臺中縣議員                             |
| 8    | 林朝欽 |                         |                                            |
| 9    | 陳德祥 |                         |                                            |
| 10   | 陳德祥 | 1986年3月—1990年3月     |                                            |
| 11   | 周吉德 | 1990年3月—1994年3月     |                                            |
| 12   | 林文生 | 1994年3月—1998年3月     |                                            |
| 13   | 林文生 | 1998年3月—2002年3月     |                                            |
| 14   | 林榮進 | 2002年3月—2006年3月     | 2010年任臺中市議員，2016年涉賄當選無效定讞 |
| 15   | 陳斐晏 | 2006年3月－2010年7月    | 前鄉長陳德祥女兒，貪污遭判刑               |

區長
| 任次 | 姓名   | 任期                           | 備註                               |
| ---- | ------ | ------------------------------ | ---------------------------------- |
| 1    | 黃永生 | 2010年12月25日－2014年12月25日 | 泰雅族松鶴部落人，唯一官派區長     |
| 2    | 林建堂 | 2014年12月25日－2018年12月25日 | 首任民選                           |
| 3    | 林建堂 | 2018年12月25日－2020年5月25日  | 連任，涉賄遭公懲會撤職、監察院彈劾 |
| 3    | 古志偉 | 2020年5月26日－2020年8月21日   | 民政課課長代理                     |
| 4    | 吳萬福 | 2020年8月22日－現任            | 補選當選                           |

### 區政組織

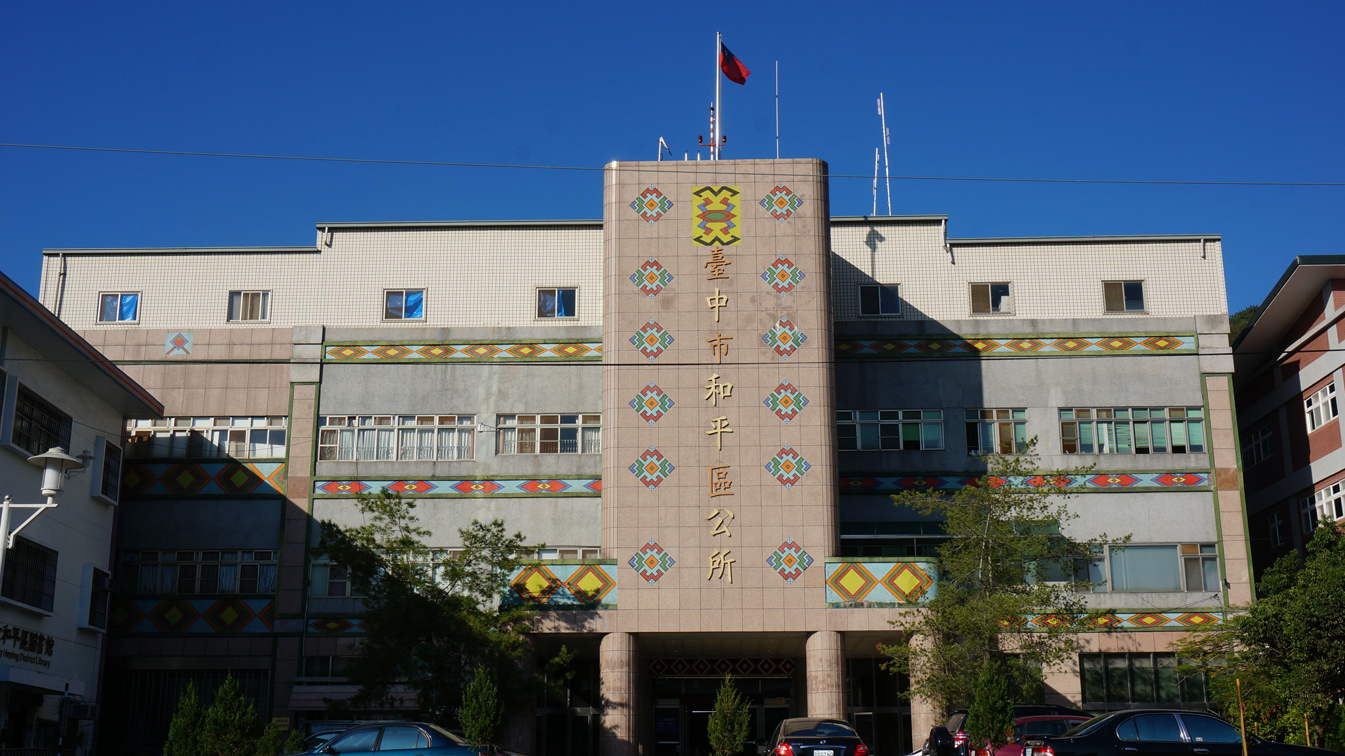
和平區公所

和平區公所是和平區最高層級的地方行政機關，在中華民國政府架構中為直轄市山地原住民區自治的行政機關，同時負責執行市政府及中央機關委辦事項，和平區的自治監督機關為臺中市政府。区长由全體區民直接選舉產生，任期為四年，可連選連任一次。和平區公所並置區務會議，為區政最高決策機構，在區長之下，設有5課3室等8個內部單位及3個附屬機關。
和平區民代表會是和平區的最高民意機關，代表和平區全體區民立法和監察區政。區民代表由公民直選選出，任期為四年，可連選連任。和平區民代表會共有11位區民代表，分別為第一選區5席區民代表、第二選區3席區民代表、第三選區3席區民代表，主席、副主席由11位區民代表互選產生。

### 行政區
| 和平區行政區劃 |
|                |

和平區行政區劃轄有中坑里、天輪里、平等里、自由里、南勢里、梨山里、博愛里、達觀里等8里，共計117鄰。

### 選舉
- 區長：現任區長為無黨籍的吳萬福
- 區民代表：總共有三個選區，選出11個代表，代表會主席為無黨籍的陳志勇
- 市議員：和平區與石岡區、東勢區及新社區劃分為臺中市第14選舉區，現任議員為 民主進步黨籍蔡成圭、 中國國民黨籍吳振嘉
- 立法委員：和平區與豐原區、石岡區、東勢區及新社區劃分為臺中市第八選舉區，現任立委是江啟臣。

## 教育

### 國民中小學
- 臺中市立梨山國民中小學

### 國民中學
- 臺中市立和平國民中學：1967年8月成立「東勢初級中學和平分部」

### 國民小學
- 臺中市和平區和平國民小學【南勢】：1946年9月成立「臺中縣和平鄉國民學校南勢分班」
- 臺中市和平區白冷國民小學
- 臺中市和平區中坑國民小學：1951年1月成立「臺中縣自由國民學校中坑分班」，實驗教育學校
- 臺中市和平區自由國民小學【雙崎】：1922年成立「埋伏坪蕃童教育所」
  - 臺中市和平區自由國民小學烏石分校【烏石坑】
- 臺中市和平區平等國民小學【環山】：1914年成立「シカヤウ(志佳陽)蕃童教育所」
- 臺中市和平區德芙蘭國民小學【松鶴】
  - 臺中市和平區德芙蘭國民小學谷關分校
- 臺中市博屋瑪國民小學【達觀】

## 交通

### 公車客運
臺中市市區公車
| 路線號碼 | 營運區間                       | 營運業者         | 備註                                           |
| 梨山1路  | 新佳陽－環山                   | 梨山社區發展協會 | 梨山幸福巴士2.0                                |
| 90延     | 豐原－和平衛生所               | 豐原客運         | 經豐原高中、東勢高工                           |
| 153      | 高鐵臺中站－谷關               | 豐原客運         | 谷關新幹線                                     |
| 153副    | 新市政中心－谷關               | 豐原客運         |                                                |
| 153延    | 高鐵臺中站－八仙山森林遊樂區   | 豐原客運         |                                                |
| 207      | 豐原－谷關                     | 豐原客運         | 經東勢                                         |
| 251      | 東勢－橫流溪                   | 豐原客運         |                                                |
| 252      | 東勢－小雪山旅遊資訊站         | 豐原客運         | 平常日停駛                                     |
| 253      | 東勢－士林村                   | 豐原客運         |                                                |
| 266      | 東勢－谷關                     | 豐原客運         | 行經龍安、豐埔產業道路                         |
| 266繞    | 東勢－松鶴部落－谷關           | 豐原客運         | 行經龍安、豐埔產業道路、松鶴活動中心           |
| 267      | 東勢－上台電                   | 豐原客運         |                                                |
| 269      | 谷關－八仙山森林遊樂區         | 豐原客運         |                                                |
| 821      | 東勢－和平衛生所               | 豐原客運         | 由原90路（豐原－豐原高中－和平衛生所）裁切而成 |
| 850      | 臺中車站－谷關                 | 豐原客運         | 經臺中二中、曉明女中、后豐鐵馬道、東勢河濱公園 |
| 865      | 豐原－梨山                     | 豐原客運         | 經中橫臨37便道 本路線採預約制乘車，不開放站票  |
| 865區    | 谷關－梨山                     | 豐原客運         | 經中橫臨37便道 本路線採預約制乘車，不開放站票  |
| 866      | 天池達觀亭－武陵農場           | 豐原客運         |                                                |
| 866區1   | 福壽山農場－梨山               | 豐原客運         |                                                |
| 866區2   | 梨山－武陵農場                 | 豐原客運         |                                                |
| 866區3   | 天池達觀亭－福壽山農場         | 豐原客運         |                                                |
| 889      | 豐原轉運中心－大雪山森林遊樂區 | 中台灣客運       | 台灣好行-大雪山線                              |

臺中市小黃公車是由臺中市政府交通局推動的公車系統之一，於2017年4月1日啟用，路線皆採固定時間發車且免費搭乘，乘車需於前一天預約，預約人數較多時則安排多輛計程車以提供載客服務，當中僅無臺中市市區公車行駛、停靠之路段可隨招隨停，以擴大公共運輸服務範圍至年長者、行動不便、偏遠地區、攜帶大型行李的民眾。行經和平區的小黃公車路線有黃9路（和平衛生所至福民國小）等1條，提供南勢里的居民搭乘。
公路客運
| 公路總局編號 | 營運區間   | 經營業者 | 備註 |
| ------------ | ---------- | -------- | ---- |
| 1751         | 宜蘭－梨山 | 國光客運 |      |
| 1764         | 羅東－梨山 | 國光客運 |      |

### 公路
- 台7甲線：中部橫貫公路宜蘭支線
- 台8線：中部橫貫公路（目前上谷關－德基中斷，現在雖然整修完成通車，稱台8線臨37便道，但地質非常不穩，極易落石坍方，為安全起見，僅供工程車輛與梨山當地居民緊急使用，未對遊客開放。）
- 縣道140號
- 中47線：東崎道路（東崎路）：東勢區經和平區中坑、自由、達觀里，至苗栗泰安鄉南三村。可連接雪見風景區與苗栗大湖鄉。

### 公共自行車
臺中市公共自行車租賃系統（iBike）是臺中市政府推動的公共自行車租賃系統，2013年6月開始規劃建置，2014年7月18日開始營運，2017年5月16日使用次數突破一千萬人次，和平區則於2018年6月20日正式引進YouBike1.0系統，2021年7月16日和平區停止營運YouBike1.0系統，後於2021年7月28日正式引進YouBike2.0系統。資料截至2024年12月31日，YouBike2.0系統已於和平區設有2個站點，並可甲地租車、乙地還車，提供民眾租借使用。

## 旅遊

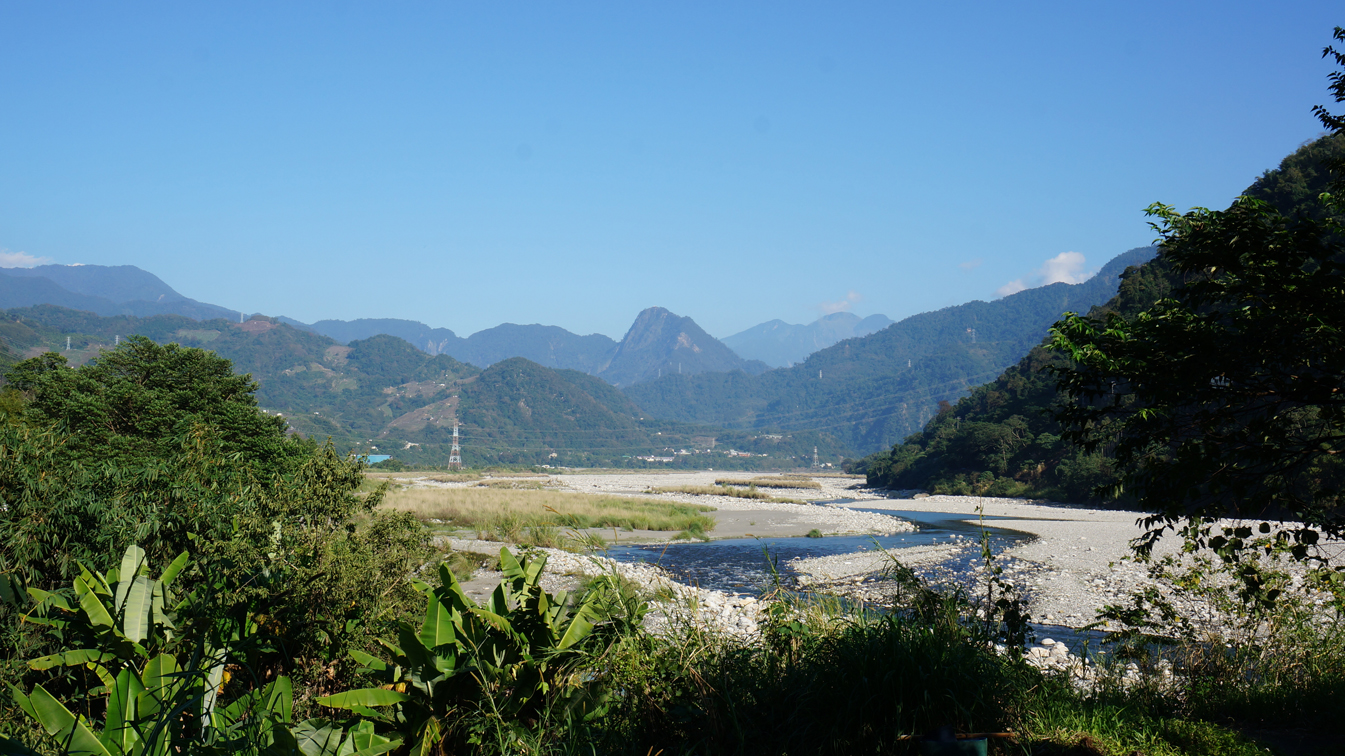
大甲溪天冷段
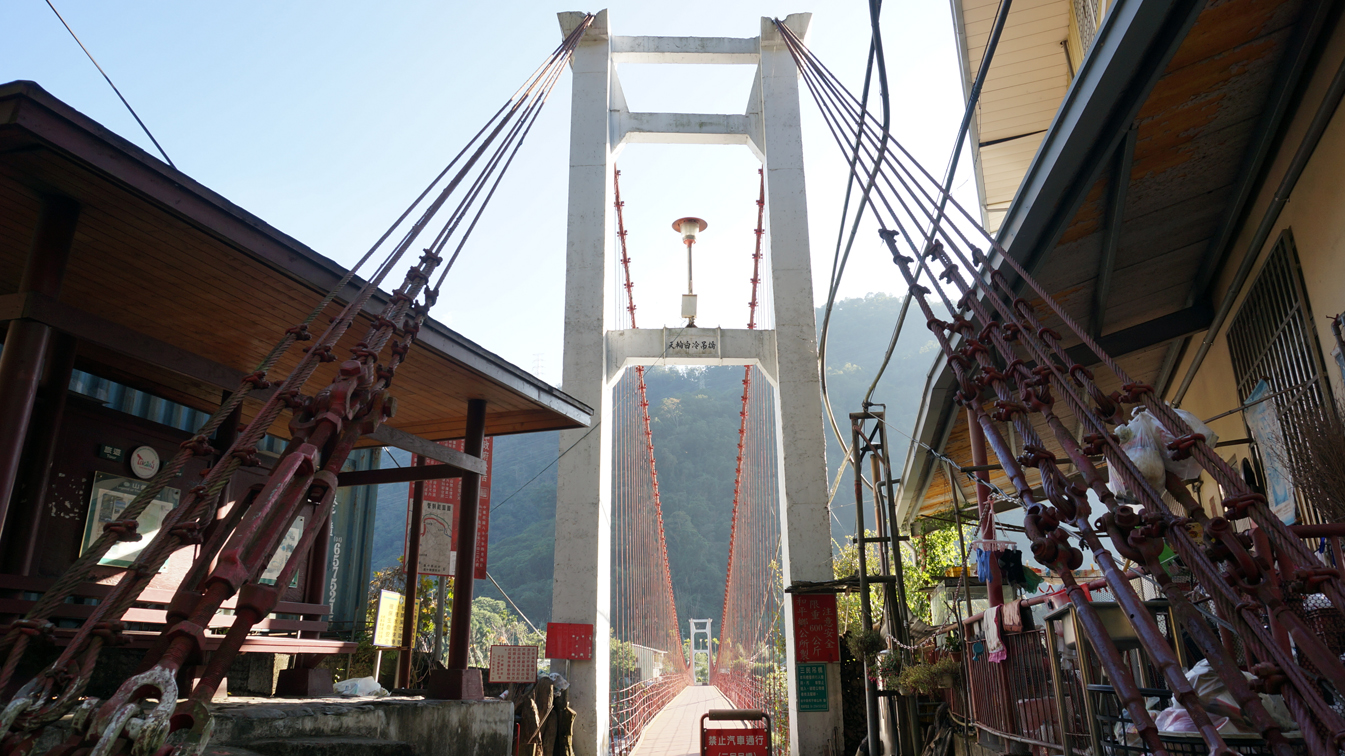
天輪白冷吊橋
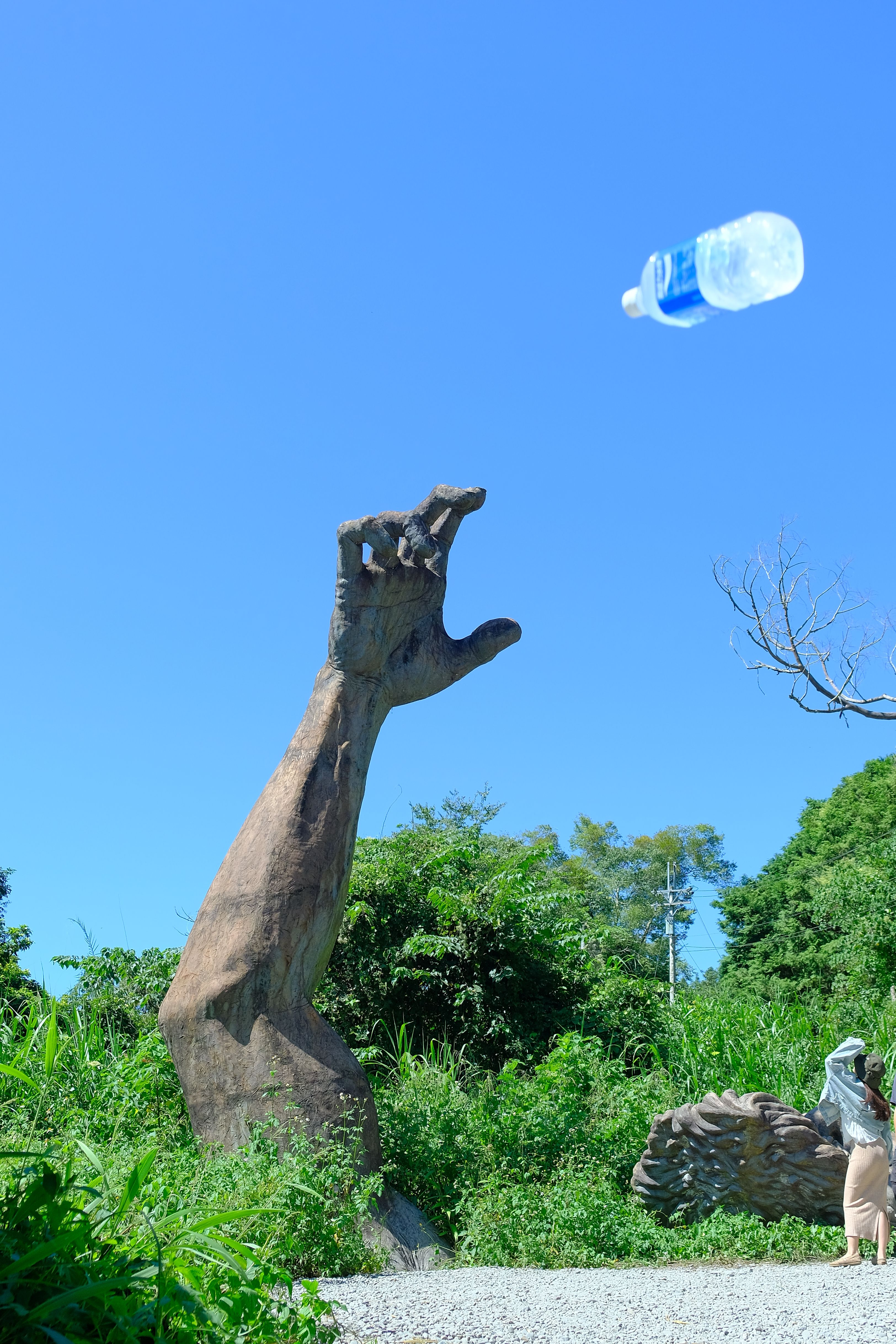
桃山巨人之手
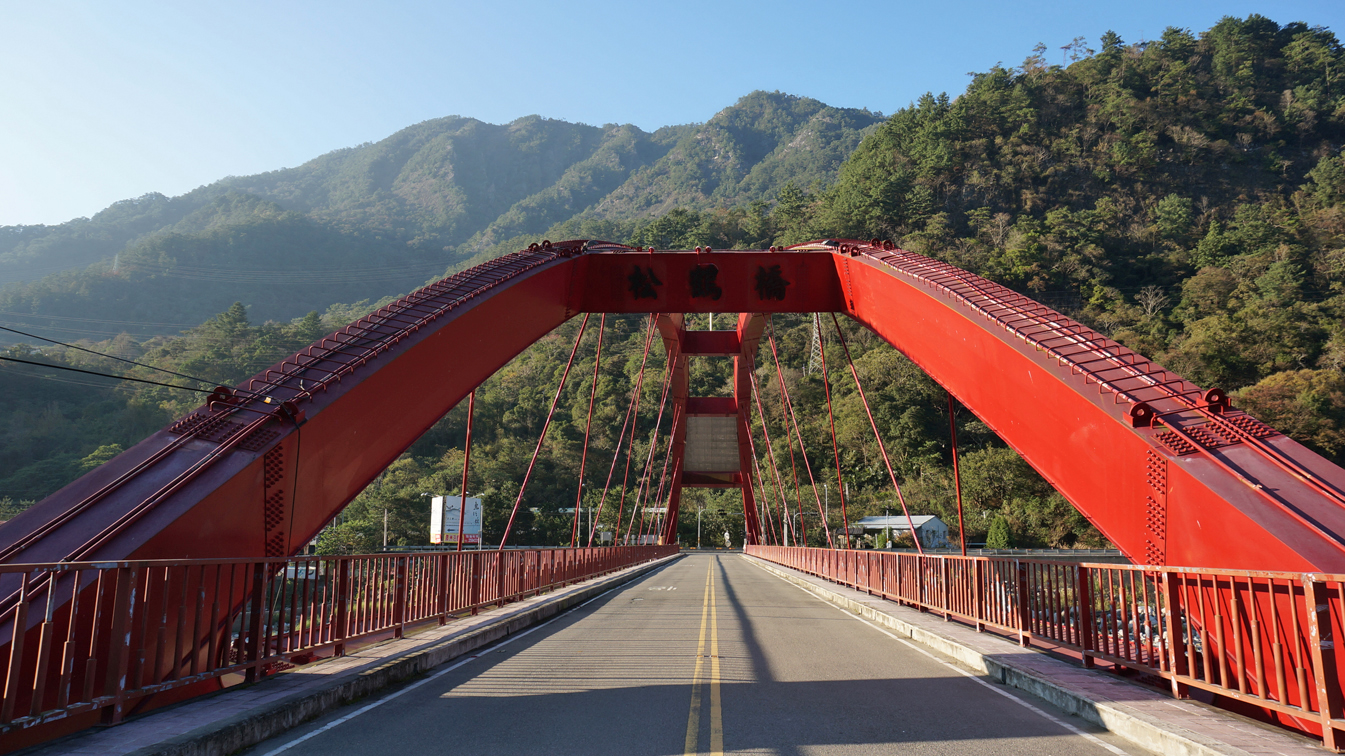
松鶴橋
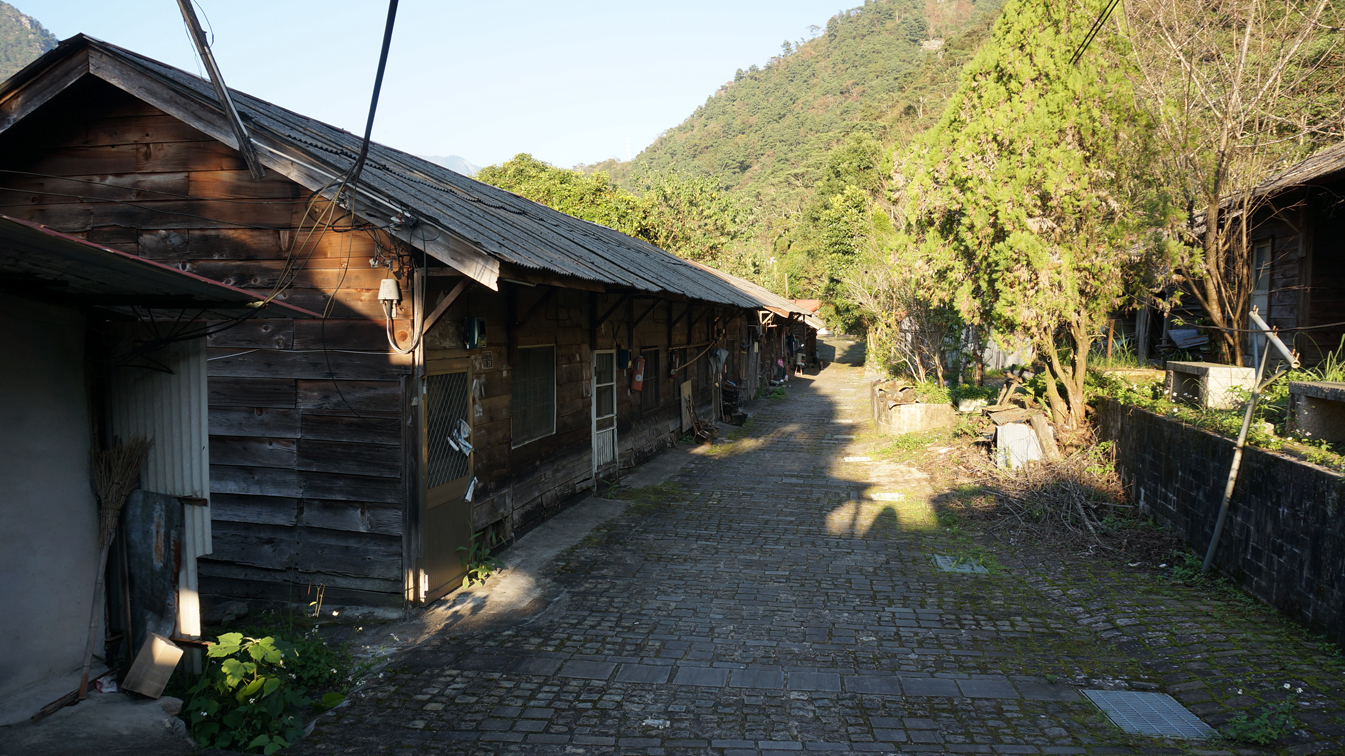
久良栖林場巷

- 雪霸國家公園
- 武陵國家森林遊樂區
- 大雪山國家森林遊樂區
- 八仙山國家森林遊樂區
- 參山國家風景區
- 谷關風景區（谷關溫泉）
- 梨山風景區
- 福壽山農場
- 武陵農場
- 梨山饗堂
- 德芙蘭休閒農業區
- 大雪山休閒農業區
- 裡冷部落
- 松鶴部落
- 雙崎部落(埋伏坪步道)
- 德基水庫
- 龍谷天然樂園
- 巨人遺跡

- 大甲溪天冷段
- 天輪白冷吊橋
- 桃山巨人之手
- 松鶴橋
- 久良栖林場巷

## 國際交流

### 姊妹市
| 國家                       | 城市                         | 締結日期      |
| -------------------------- | ---------------------------- | ------------- |
| 美国                       | 巴索羅布列斯（加利福尼亞州） |               |
| 日本                       | 東彼杵町（長崎縣）           | 2022年11月2日 |
| 資料來源：臺中市和平區公所 |                              |               |

## 外部連結
- 和平區公所 （页面存档备份，存于）